# Donough MacCarthy
Donough MacCarthy, 4e graaf van ClanCarty, (Blarney, 1668 - Hamburg-St. Pauli, 1 oktober 1734) was een Ierse edelman en aanhanger van de Engelse koning Jacobus II. Na de nederlaag van Jacobus II tegen Willem III van Oranje werd hij verbannen naar het vasteland. Zijn adeldom werd hem afgenomen in 1691. Hij leefde tijdens zijn ballingschap in Nederland en Duitsland. Het Mallegraafsgat, een overstromingskolk in Friesland, is naar hem genoemd.

## Engeland
Als erfgenaam van zijn vaders omvangrijke Ierse landgoederen in de County Cork en County Kerry (geërfd in 1676 op achtjarige leeftijd) was zijn opvoeding een zaak van groot politiek belang. Hij kreeg dan ook de Bisschop van Oxford als mentor.
De katholieke partij had echter grootse plannen met de jongen. Zijn oom Justin MacCarthy - een veteraan uit het Franse leger - haalde hem stiekem naar London, waar hij in 1684 in de Westminster Abbey in het huwelijk werd verbonden met Elizabeth, de dochter van Robert Spencer, de 2e graaf van Sunderland. Haar vader was een leidend staatsman aan het hof van de katholieke koning Karel I. Toen zijn protestantse moeder ervan hoorde, haalde ze hem onmiddellijk terug naar Ierland. Het huwelijk was buiten de echtelieden om geregeld zodat het vele jaren alleen maar op papier bestond. Het gold als een van de grootste schandalen van de tijd.
De jongeman liet zich meeslepen door de kringen rond zijn oom en bekeerde zich tot het katholicisme. Op zijn zeventiende kreeg hij de leiding over een cavalerieregiment in het Ierse leger, waar hij de reputatie kreeg van een hardvochtige of zelfs sadistische commandant die burgers liet martelen. Hoewel nog minderjarig, kreeg hij zitting in het Ierse Hogerhuis en huwde (volgens J.P. Kenyon) een andere vrouw, met wie hij vermoedelijk een zoon had. In de oorlog die volgde op de Glorious Revolution was hij kolonel van het vierde regiment infanterie. Hij gaf zich over na de belegering van Cork in oktober 1690 en werd gevangengezet in de Tower of London. Na drie jaar gevangenschap wist hij in 1694 te ontsnappen; door een aangeklede pruikenbol in zijn bed te leggen, misleidde hij de bewakers. ClanCarty voegde zich weer bij het hof van Jacobus II in Frankrijk.
Na het verdrag van Rijswijk vertrok hij naar Ierland, maar zijn schoonvader, die van partij was gewisseld, bleef hem tegenwerken. In het geheim keerde ClanCarty eind 1697 terug naar Engeland om het huwelijk met Elizabeth alsnog te consummeren. Hij werd nog dezelfde nacht van haar bed gelicht in opdracht van haar broer Lord Spencer, die hem tot ergernis van de buitenwacht liet opsluiten in de gevangenis van Newgate. Elizabeth vluchtte naar een oudere vriendin en begon campagne te voeren voor zijn vrijlating. Opnieuw stond het echtpaar in het middelpunt van de publieke belangstelling. Enkele maanden later mocht ClanCarty dankzij de bemiddeling van een invloedrijke adellijke dame alsnog het land verlaten; stadhouder-koning Willem III gaf hem gratie en kende hem een jaarlijks pensioen van 300 pond (zo'n 3000 gulden) toe, op voorwaarde dat hij het land voorgoed zou verlaten. De koning gaf aan dat hij nog nooit zo geërgerd was geweest als over de vele verzoeken ten bate van 'die kleine donderstraal van een ClanCarty'. Het eindelijk verenigde echtpaar vertrok mei 1698 naar het vasteland om daar een leven in ballingschap te leiden. ClanCarty's bezittingen gingen verloren. De Nederlander Hans Willem Bentinck, de belangrijkste adviseur van de koning, eigende zich het grootste deel daarvan toe.

## Blankenese
Het echtpaar ClanCarty belandde aanvankelijk in Hamburg-Altona, waar zich meer Ierse en Schotse ballingen ophielden. Ze vestigden zich eerst op een eiland in de Elbe, maar vertrokken nog diezelfde zomer tijdelijk naar Lübeck vanwege een rechtszaak. In 1702 trokken ze de aandacht van de Oost-Friese autoriteiten tijdens een avontuurlijke zeiltocht over het wad. Als woonplaats gaven ze 'het Ierse Huis bij de zaagmolen aan de Elbe' op. Dat was een molen annex herberg vlak ten westen van Hamburg-Altona.
Volgens Engelse biografieën vestigde het echtbaar zich op het landgoed Praalshof of Prals-Hoff op een eiland in de Elbe dat ze van de stad Altona zouden hebben gekocht. Dat laatste kan sowieso niet kloppen. Uit de archieven blijkt dat ze eerst een hofstede in Ottensen kochten die ze weer van de hand deden, daarna in 1703 een afgelegen kroegje in Wittenbergen bij het vissersdorp Blankenese in Holstein (nu een natuurreservaat in  Hamburg-Rissen). Dit kroegje lag direct tegenover het Neßsand, waar vermoedelijk geregeld strandgoed aanspoelde. De graaf had een huis vol personeel, maar was vaak afwezig en niet erg scheutig met betalen. Mogelijk is ClanCarty's echtgenote Elizabeth (ov. 1704) in Blankenese gestorven. Het echtpaar had drie kinderen uit hun laat begonnen huwelijk: Robert, Charlotte en Justin, die omstreeks 1720 terugkeerden naar Engeland.

## Rottumeroog
In 1706 kocht ClanCarty het eiland Rottumeroog van rechter mr. Abel Eppo van Bolhuis (1676-1739) en Louis Trip voor het bedrag van 3000 carolusguldens. Het geld had hij in Altona geleend. Vier jaar eerder had hij het eiland al met zijn vrouw bekeken. Bij de aankoop hoorden ook een aandeel in de eilanden Bosch, Corresant en Simonszand, het huis met het meubilair, een schip, twee paarden met een wagen en een voorraad netten om vissen en konijnen te vangen. ClanCarty ging er met zijn huisgenotes wonen en werd bekend om de strooptochten die hij met zijn snelle zeiljacht (een snauw) maakte op zoek naar strandgoed en scheepswrakken. Daarbij vertoonde hij zich geregeld op Borkum en de andere waddeneilanden. Op de Huibertplaat plaatste hij in de winter van 1714/15 een mast met de mededeling dat ieder die hem bij de berging van gestrande goederen zou helpen, kon rekenen op de helft van de opbrengst. Ook ontving hij hier politieke lotgenoten. Dat alles leidde tot een gerechtelijk onderzoek op last van de Staten Generaal, waarbij opdracht werd gegeven zijn huis te doorzoeken. Zijn kleurrijke levensstijl met vrouwen, wijn en muziek gaf aanleiding tot overleveringen en sterke verhalen. Na de Kerstvloed van 1717 vestigde hij zich tijdelijk op de buitendijkse wierde Groot Zeewijk. De overstroming kostte hem bovendien zijn spaargeld, dat hij in een boerderij te Dockenhuden (bij Blankenese) had belegd. Hij bleef het zomerseizoen op Rottumeroog wonen tot hij het eiland in 1731 verkocht.
Een Franse reiziger gaf in 1726 flink op van ClanCarty's ruime woning met het magazijn, de boten en knechten. De graaf liet zich afschilderen als een mensenvriend die de eigenaren van de gestrande schepen graag tegemoet wilde komen. Maar hij beweerde ook aan dat de opbrengsten van zijn activiteiten vier keer zo hoog waren als de rente die hij over de geleende aankoopsom moest betalen. Het verhaal leverde sappige ingrediënten voor de mythe over het naar hem genoemde eiland bij Altona met een herenhuis, pakhuizen en aangelegde tuinen, zoals dat later Ierland werd verteld. De eer van de familie was daarmee in elk geval gered.

## Oudwoude
De correspondentie met Abel van Bolhuis getuigt van ClanCarty's omzwervingen. Telkens zocht hij een andere uitvalsbasis dicht bij zee. In de winter van 1719 was hij in Ezumazijl, enkele jaren later in Zoutkamp, dan weer in Wittenbergen, op Rottumeroog of in Delfzijl. In 1729 liet de anti-orangistische bestuurder Evert Joost Lewe van Aduard hem gratis wonen op de borg Elmersma in het Groningse Hoogkerk.
In 1723 verkreeg hij een huis te Oudwoudmerzijl bij Oudwoude, aan een zijtak van het Dokkumerdiep; hij bezat er al wat land en maakte gebruik van het naastingsrecht. De suggestie van A.J. Andreae dat hij het huis zou hebben gekocht van de prostestantse balling Archibald Campbell, 1e hertog van Argyll, wordt niet door schriftelijke bronnen ondersteund. Volgens de overlevering was het een gebouw van twee verdiepingen met op de gevelsteen de naam Clancarty. Zijn erfgenoamen verkochten het later (rond 1800) aan de diaconie van Oudwoude, die er armenwoningen van maakte; Andreae beschrijft het als een 'nederig huisje'. Het gedrag van de nieuwe eigenaar was volgens de streekbewoners nogal vreemd en hij verwierf de bijnaam Malle Graaf. Het nabijgelegen Sint-Pietergat (een doorbraakkolk uit 1651) werd daarna bekend als het Mâlegraafsgat ('Mallegraafsgat'). Het huis aan de Wâlddyk (nr. 11) is later vernieuwd en in 2012 afgebrand; het droeg de naam Mallegraafsboarch ('Mallegraafsborg').

## Hamburg
Na de nodige avonturen vestigde ClanCarty zich definitief in Holstein. In 1733 kocht hij het recht om te mogen jagen binnen het hele district Pinneberg. Hij overleed op 1 oktober 1734 op 67-jarige leeftijd op Prahlenhof (Hamburg-St. Pauli), een hofstede vlak bij Altona (nu Am neuen Pferdemarkt 13). Zijn adeldom was al in 1721 tijdens een bezoek aan Londen hersteld, zodat zijn zoon Robert, sinds 1733 gouverneur van Newfoundland, titulair de 5e graaf van ClanCarty werd. Robert slaagde er echter bij terugkeer in Londen niet in het familiebezit terug te krijgen. De invloed van de tegenstanders was sterker. Hij week uit naar Frankrijk; zijn broer werd officier in Napels. De oude ClanCarty liet bovendien schulden na, zodat het huis te Blankenese ‘aus dem Gräflich Clancarty’schen Concours’ in 1736 gerechtelijk werd verkocht.

## Nawerking
De schandalen rond ClanCarty's huwelijk worden naverteld in Macauleys Geschiedenis van Engeland (1848). Het verhaal werd omwerkt door de Victoriaanse toneelschrijver Tom Taylor, wiens stuk 'Lady Clancarty' op 9 maart 1874 in het Royal Olympic Theatre in London in première ging. Het verhaal gold niet alleen als liefdesgeschiedenis, maar ook als illustratie voor de vele gecomplicieerde verwikkelingen rond de Ierse adel in de zeventiende eeuw. ClanCarty's kleurrijke levensstijl heeft meerdere schrijvers in Engeland, Friesland, Groningen en Hamburg geïnspireerd. In 2008 werd in Noordpolderzijl een toneelstuk opgevoerd onder de titel 'De malle graaf'.
In Blankenese is de herinnering aan ClanCarty verbonden met een spookverhaal. Een visser zou in 1850 op zijn schip de verwilderde graaf hebben gezien.